# Masaharu Satō
Masaharu Satō (佐藤正治, Satō Masaharu) (Ōta, 1 de julho de 1946) é um seiyū veterano japonês, que atualmente trabalha para a Aoni Production.

## Biografia
Junto com Kōji Totani, ele é considerado o dublador secundário nº 1 do mundo seiyū.
Satō é mais conhecido por suas dublagens dos personagens Buffaloman, Sunshine (Kinnikuman), Miyamoto Musashi (Yaiba), Adah (Mushiking: King of the Beetles), e Doramed III (The Doraemons). Ele também é conhecido por ter dublado vários papéis nas séries Kinnikuman, Dr. Slump and Arale-chan, Fist of the North Star, Dragon Ball e Fairy Tail.